# Razzo G.2
Razzo G.2 (Rocket Ship Galileo) è un romanzo di fantascienza di Robert A. Heinlein pubblicato nel 1947. Narra di tre adolescenti che partecipano a un pionieristico viaggio fino alla Luna.
È stato il primo dei romanzi per ragazzi di Heinlein, una lunga serie di successo di romanzi di fantascienza pubblicati da Scribner's. Il romanzo fu concepito in origine come il primo di una serie di libri detti dei "giovani ingegneri di razzi" (Young Rocket Engineers). All'inizio venne rifiutato dagli editori, in quanto andare sulla Luna era ritenuto "troppo oltre".
Venne tradotto in italiano nel 1957.

## Trama
Dopo la seconda guerra mondiale, tre ragazzi che fanno esperimenti con i razzi vengono reclutati dallo zio di uno di essi, il dott. Cargraves, un fisico vincitore del Premio Nobel che aveva lavorato per il Progetto Manhattan, per riadattare un "razzo postale" a propulsione convenzionale. Verrà convertito in un reattore nucleare al torio che bolle zinco come propellente. Per il loro lavoro utilizzano un'area sgombra in una zona militare per test balistici nel deserto, malgrado i tentativi di spionaggio e di sabotaggio da parte di sconosciuti agenti.
Al termine delle modifiche, caricano il razzo, che essi chiamano "Galileo", e decollano per la Luna, impiegando circa tre giorni per giungervi. Dopo avere stabilito sulla superficie una struttura semipermanente basata su un capanno Quonset, essi rivendicano la Luna per conto delle Nazioni Unite.
Mentre mettono a punto una radio per comunicare con la Terra, essi raccolgono una trasmissione locale, il cui mittente promette di venire a incontrarli. La loro nave viene invece bombardata. Fortunatamente essi sono in grado di rintanarsi inosservati nel loro rifugio e riescono a tendere un agguato all'altra nave quando essa atterra, catturando il pilota. Scoprono allora che esiste una base nazista sulla Luna. Essi la bombardano dalla nave catturata e vi atterrano. Un sopravvissuto viene ritrovato, rianimato e interrogato.
I ragazzi rinvengono inoltre le prove di un'antica civiltà lunare e ipotizzano che i crateri della Luna non fossero stati provocati da impatti dallo spazio, ma da bombe nucleari che hanno distrutto la razza aliena.
Quando il capo della base nazista spara al pilota al fine di farlo tacere, Cargraves indice un processo in cui lo riconosce colpevole di omicidio. Cargraves si prepara all'esecuzione del prigioniero tramite espulsione nel vuoto, per lo più come un bluff per ottenere informazioni su come far volare l'astronave della base. Il nazista capitola nella camera d'equilibrio e insegna loro come far volare la nave per fare ritorno sulla Terra.
I ragazzi trasmettono via radio alle autorità sulla Terra la posizione della base nazista nascosta, che viene così distrutta; essi infine fanno ritorno come eroi.

## Adattamenti
Il film del 1950 Uomini sulla Luna (Destination Moon) è liberamente ispirato al romanzo e lo stesso Heinlein fu uno dei tre coautori della sceneggiatura. La trama del film ricorda anche quella del racconto L'uomo che vendette la Luna (The Man Who Sold the Moon), che Heinlein scrisse nel 1949 ma pubblicò non prima del 1951.
Dopo l'uscita del film, Heinlein ne pubblicò una versione romanzata intitolata Destinazione Luna (Destination Moon, il titolo del film in originale).

## Critica
Recensendo le opere per ragazzi di Heinlein, Jack Williamson notò che per quanto Razzo G.2 rimanga "leggibile, con i temi familiari di Heinlein già emergenti", si tratta di un "esperimento che a volte annaspa. ... La trama è spesso banale, e i personaggi sono generalmente stereotipi sottili." Robert Wilfred Franson affermò che "Heinlein vuole che ci siano sempre giovani con la giusta mentalità e carattere per cogliere tali opportunità. I suoi romanzi sono andati molto oltre l'istruire una simile classe di persone, e lo stanno ancora facendo." Andrew Baker scrisse: "'Razzo G.2 condivide con numerose opere composte prima dell'avvento dell'attuale programma spaziale una grossolana sottovalutazione degli enormi costi e degli investimenti di risorse necessari per una qualsiasi gita fuori del campo gravitazionale terrestre. (...) L'idea di privati (ragazzi in questo caso) in grado di andare fin sulla Luna da soli in ultima analisi può essere fatta risalire - come molti temi della fantascienza - alla fertile mente di H. G. Wells e ai due gentiluomini britannici che prendono tranquillamente il volo per la Luna ne I primi uomini sulla Luna (The First Men in the Moon). (...) La politica della 'Galileo' è ancora quella degli alleati antinazisti della seconda guerra mondiale, non dell'emergente guerra fredda. Fosse stata scritta pochi anni dopo, i cattivi sarebbero stati probabilmente dei russi comunisti".

## Influenza culturale
Il romanzo di Heinlein, scritto pochi anni prima della nascita dell'ufologia, è una delle prime occasioni in cui compare il tema dei "nazisti sulla Luna", che si sarebbe poi sviluppato nella leggenda urbana degli "UFO nazisti".

### Edizione italiana
- Robert A. Heinlein, Razzo G.2, collana La Sorgente, traduzione di Paola Franceschini, I, n. 7, Casa Editrice La Sorgente, 1957.

### Fonti critiche
- (EN) Everett Bleiler, The Checklist of Fantastic Literature, Chicago, Shasta Publishers, 1948,  p. 146.